# Kodak (Festung)

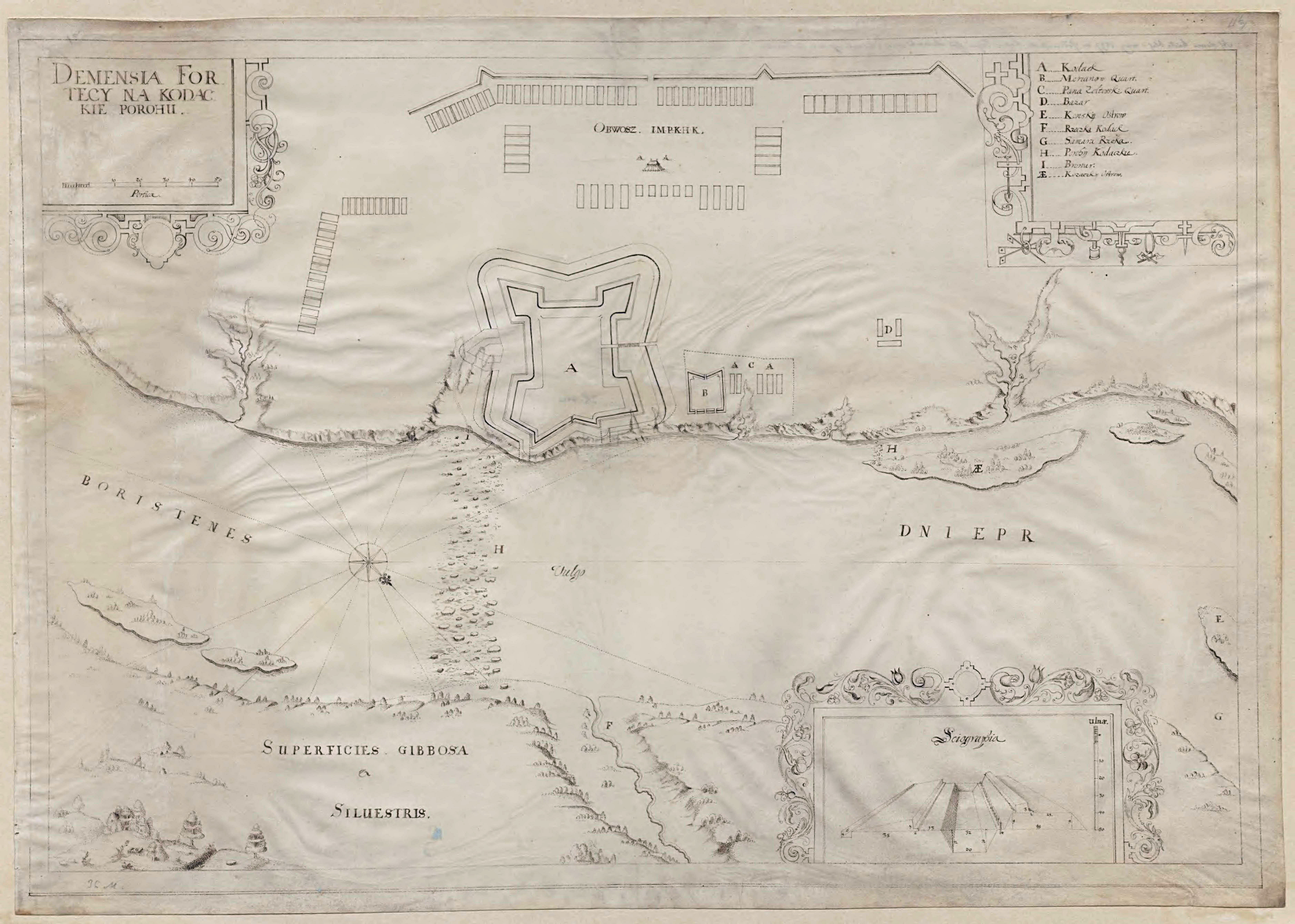
Plan der Festung (1635)

Kodak (polnisch Kudak, ukrainisch Кодак) war eine polnische Festung, die 1635 auf Initiative von Stanisław Koniecpolski 10 km unterhalb des heutigen Dnipro am rechten Ufer des Dneprs gegenüber der Mündung der Samara errichtet wurde. Sie diente der Kontrolle der Saporoger Kosaken. Insbesondere sollte verhindert werden, dass ruthenische Bauern sich diesen anschlossen.
Die Festung wurde noch im gleichen Jahr in einem Überraschungsangriff von Kosaken unter Iwan Sulyma erobert, der die 200 Mann starke Besatzung töten und die Festung zerstören ließ. 1639 wurde Kodak von den Polen doppelt so groß wie die erste Befestigungsanlage wieder aufgebaut. Im Zuge des Chmelnyzkyj-Aufstandes wurde die von Krzysztof Grodzicki kommandierte Festung 1648 sieben Monate lang von Kosakentruppen belagert, bevor sie sich ergab.
Nach dem Vertrag von Perejaslaw 1654 wurde Kodak zu einer Kosakenfestung, bis sie 1711 von den Russen aufgrund des Friedensvertrages vom Pruth mit dem Osmanischen Reich geschleift wurde.
Seit 1940 wurde in unmittelbarer Nähe der Festungsruine ein Steinbruch betrieben, was zur Zerstörung großer Teile der Überreste der Festung führte.
Heute liegen die Reste der Festungsanlage oberhalb des ehemaligen, inzwischen mit Wasser gefüllten Steinbruchs, im Dorf Stari Kodaky (Старі Кодаки, Gemeindegebiet Nowooleksandriwka) im Rajon Dnipro.